# Backtracks
Backtracks er et boxset af hård rock-bandet AC/DC. Udgivelsen af albummet blev offentliggjordt d. 29. november 2009. Boksen er en samling af sjældne studie- og liveindspilninger, hvis lydkvalitet er blevet forbedret. Disse findes på tre cd'er og en LP. Boksen indeholder også to dvd'er – en opfølger til Family Jewels og optagelser fra Circus Krone-koncerten i München i 2003. Derudover vil der være en 164-sider bog, diverse merchandise og en fungerende guitarforstærker.

## CD'er

### CD 1 – Studieindpilninger
1. "High Voltage" (Australsk udgave)
2. "Stick Around" (oprindeligt udgivet på den australske udgave af High Voltage)
3. "Love Song" (oprindeligt udgivet på den australske udgave af High Voltage)
4. "It's a Long Way to the Top (If You Wanna Rock 'n' Roll)" (Australsk udgave)
5. "Rocker" (Australsk udgave)
6. "Fling Thing" (oprindeligt udgivet på B-siden af Jailbreak-singlen)
7. "Dirty Deeds Done Dirt Cheap" (Australsk udgave)
8. "Ain't No Fun (Waiting Round to be a Millionaire)" (Australsk udgave)
9. "R.I.P (Rock in Peace)" (oprindeligt udgivet på den australske udgave af Dirty Deeds Done Dirt Cheap)
10. "Carry Me Home" (oprindeligt udgivet på B-siden af Dog Eat Dog-singlen)
11. "Crabsody in Blue" (oprindeligt udgivet på den australske udgave af Let There Be Rock (Australien))
12. "Cold Hearted Man" (oprindeligt udgivet på den australske "Rock 'N' Roll Damnation"-single)
13. "Who Made Who" (12" Extended Mix)
14. "Snake Eye" (oprindeligt udgivet på Heatseeker-singlen)
15. "Borrowed Time" (oprindeligt udgivet på "That's the Way I Wanna Rock 'n' Roll"-singlen)
16. "Down on the Borderline" (oprindeligt udgivet på Moneytalks-singlen)
17. "Big Gun" (oprindeligt udgivet på soundtracket til Last Action Hero)
18. "Cyberspace" (oprindeligt udgivet på Safe In New York City-singlen)

### CD 2 og 3 – Liveoptagelser
CD 2
1. "Dirty Deeds Done Dirt Cheap" (live) (Sydney Festival, 30. januar 1977)
2. "Dog Eat Dog" (live) (Apollo Theatre, Glasgow, 30. april 1978)
3. "Live Wire" (live) (Hammersmith Odeon, London, 2. november 1979)
4. "Shot Down in Flames" (live) (Hammersmith Odeon, London, 2. november 1979)
5. "Back in Black (live) (Capital Centre, Landover MD, 21. december 1981)
6. "T.N.T." (live) (Capital Centre, Landover MD, 21. december 1981)
7. "Let There Be Rock" (live) (Capital Centre, Landover MD, 21. december 1981)
8. "Guns for Hire" (live) (Joe Louis Arena, Detroit MI, 18. november 1983)
9. "Sin City" (live) (Joe Louis Arena, Detroit MI, 18. november 1983)
10. "Rock 'n' Roll Ain't Noise Pollution" (live) (Joe Louis Arena, Detroit MI, 18. november 1983)
11. "This House is on Fire" (live) (Joe Louis Arena, Detroit MI, 18. november 1983)
12. "You Shook Me All Night Long" (live) (Joe Louis Arena, Detroit MI, 18. november 1983)
13. "Jailbreak" (live) (Dallas TX, 12. oktober 1985)
14. "Shoot to Thrill" (live) (Donington Park, 17. august 1991)
15. "Hell Ain't a Bad Place to Be" (live) (Donington Park, 17. august 1991)

CD 3
1. "High Voltage" (live) (Donington Park, 17. august 1991)
2. "Hells Bells" (live) (Donington Park, 17. august 1991)
3. "Whole Lotta Rosie" (live) (Donington Park, 17. august 1991)
4. "Dirty Deeds Done Dirt Cheap" (live) (Donington Park, 17. august 1991)
5. "Highway to Hell" (live) (Tushino Airfield, Moscow, 28. september 1991)
6. "Back in Black" (live) (Tushino Airfield, Moscow, 28. september 1991)
7. "For Those About to Rock (We Salute You)" (live) (Tushino Airfield, Moscow, 28. september 1991)
8. "Ballbreaker" (live) (Plaza De Toros De Las Ventas, Madrid, 10. juli 1996)
9. "Hard as a Rock" (live) (Plaza De Toros De Las Ventas, Madrid, 10. juli 1996)
10. "Dog Eat Dog" (live) (Plaza De Toros De Las Ventas, Madrid, 10. juli 1996)
11. "Hail Caesar" (live) (Plaza De Toros De Las Ventas, Madrid, 10. juli 1996)
12. "Whole Lotta Rosie" (live) (Plaza De Toros De Las Ventas, Madrid, 10. juli 1996)
13. "You Shook Me All Night Long" (live) (Plaza De Toros De Las Ventas, Madrid, 10. juli 1996)
14. "Safe in New York City" (live) (Phoenix AZ, 13. september 2000)